# Ulica Dzieci Zamojszczyzny w Zamościu
Ulica Dzieci Zamojszczyzny – jedna z głównych ulic Zamościa, na całej długości dwujezdniowa z rozdzielającym pasem zieleni oraz drogą dla rowerów.

## Historia
Ulica ta jest jedną z nowo powstałych ulic w mieście - powstała pod koniec lat 70. XX wieku. Obecnie stanowi fragment Obwodnicy Zachodniej oraz Obwodnicy Śródmiejskiej.

### Nazwa
Dopiero w 1984 roku ulica ta otrzymała nazwę, jednakże nie na całej długości: od skrzyżowania z ówczesną ul. Bohaterów Ormo (czyli dzisiejszą ul. Sadową) na zachód do ronda Solidarności miała nazwę Bohaterów Ormo. Natomiast na północ od tego skrzyżowania, po granice miasta była to ulica pod nazwą Nowosadowa. Prawdopodobnie po 1989 roku nazwę ulicy przemianowano na obecną.

## Obecnie
Ulica przebiega przez słabo zabudowane tereny miasta (pomiędzy Starym Miastem i Os. Orzeszkowej-Reymonta a Os. Karolówka), z większym skupieniem zabudowy jedynie na Os. Janowice, co sprzyja w miarę płynnemu przejazdowi, bez większych utrudnień. Po jej wschodniej stronie biegnie koryto rzeki Łabuńki, natomiast po zachodniej fragment terenu zajmuje szeroki pas drzew (niewielki lasek). Wśród większych obiektów zlokalizowanych przy tej ulicy i jej pobliżu są tu m.in. oczyszczalnia ścieków (przy granicy miasta), Przedsiębiorstwo Gospodarki Komunalnej (zakład wodociągów i kanalizacji; za pasem drzew - ul. Krucza), Ogród Zoologiczny (jedyny w województwie) i hipermarket Castorama (wcześniej Carrefour i Hypernova).